# Chiesa della Sacra Famiglia (Barletta)
La chiesa Sacra Famiglia è un luogo di culto cattolico sito nel territorio del comune italiano di Barletta in provincia di Barletta-Andria-Trani in Puglia. Si tratta di un complesso parrocchiale costruito negli anni novanta in via Canosa, in sostituzione dell'edificio ecclesiastico eretto agli inizi del Novecento nel quartiere Borgovilla-Patalini, precisamente in via Trento. La chiesa originaria è tuttora esistente, benché chiusa al pubblico per le precarie condizioni strutturali.

## Storia

### La sede originaria

#### Dal 1908 al 1971

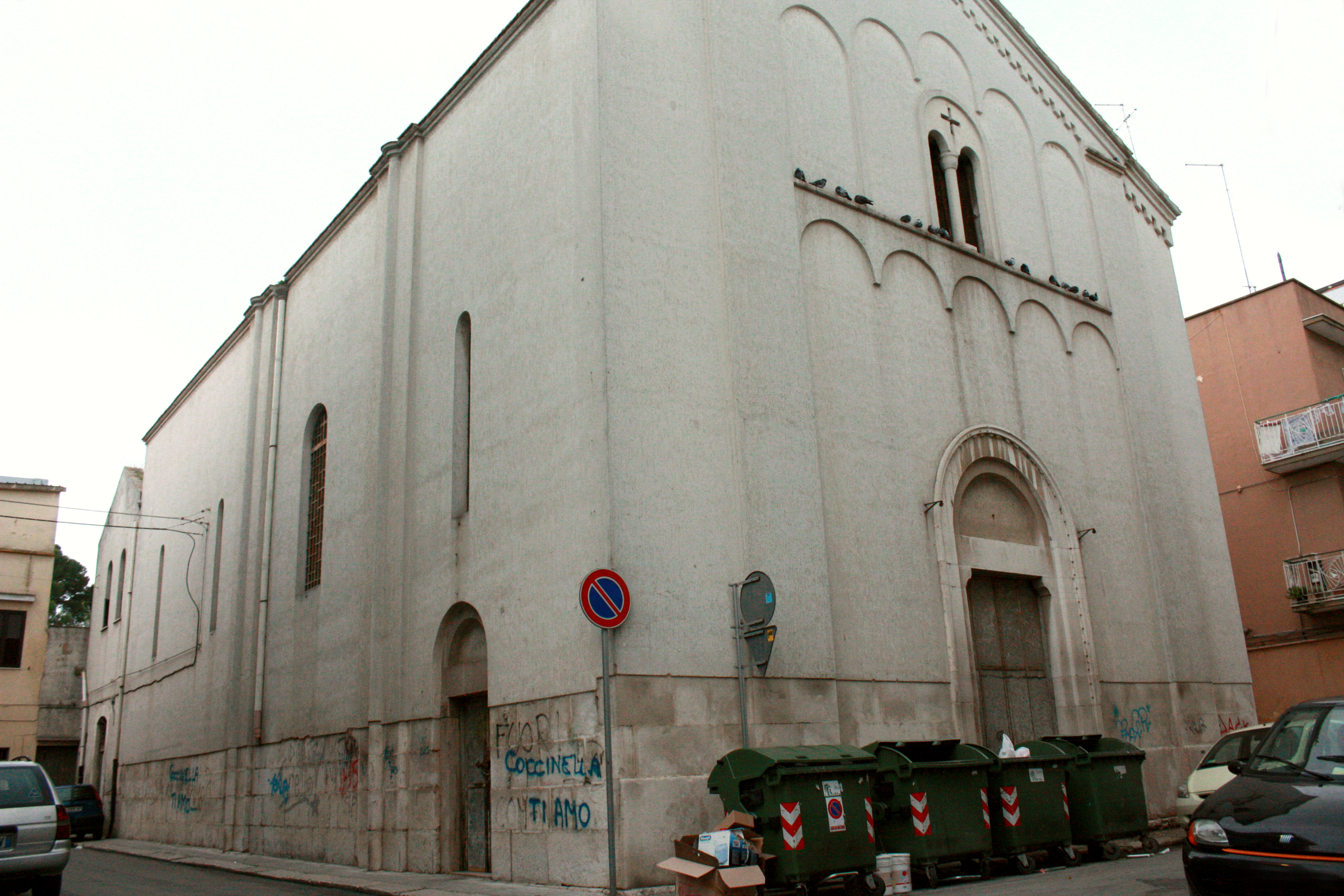
Uno scorcio della sede originaria della Sacra Famiglia che ne evidenzia lo stato di degrado.

Le origini della parrocchia della Sacra Famiglia affondano le radici agli inizi del XX secolo, quando l'ampliamento della città oltre i confini urbanistici dettati dai binari ferroviari verso le zone periferiche, facevano percepire l'esigenza di un edificio di culto per il nascente quartiere Borgovilla Tempio. Fu così che vi fu la costruzione di una chiesa di dimensioni ridotte tra i vicoli e le case popolari novecentesche, che aveva come primaria esigenza una presenza fisica costante della chiesa piuttosto che ampie superfici dedicate e spazi aggregativi, fattore questo dovuto anche alle ristrettezze economiche che non permisero ulteriori sforzi di natura edilizia. Nel 1908 fu costruita una prima chiesetta con relativa canonica, che diverrà poi la sacrestia della costruenda chiesa. Le uniche due parrocchie esistenti fino a quel momento a Barletta erano la Cattedrale Santa Maria Maggiore e la Prepositura Curata di San Giacomo Maggiore: con esse la chiesa della Sacra Famiglia sarà la terza ad essere innalzata al titolo di parrocchia. La vera e propria chiesa sarà eretta solo nel 1917 ma non sarà mai consacrata. Al fine di accrescere l'istruzione primaria nel nascente rione, alla chiesa costruita in via Trento, nel 1930 fu realizzato l'Istituto Santa Teresa del Bambino Gesù, sito lungo la via che conduce a Canosa di Puglia e affidato alle suore omonime. Il Concilio Vaticano II indusse, alla fine degli anni sessanta, all'apporto di modifiche che da una parte ponessero in luce la longitudinalità e l'assialità dello spazio, in rispetto ai dettami conciliari, mediante il rifacimento della pavimentazione, dall'altra mettessero in risalto l'altare principale attraverso la sostituzione di quelli laterali con rispettive edicole, che avrebbero custodito due tele riproduttive ritraenti l'una la Madonna di Pompei, l'altra il Cristo di Warner Sallman, quest'ultima riprodotta da un pittore barlettano. Le due opere pittoriche sono state poi traslate nella nuova sede della chiesa; in ultima analisi fu ruotato l'altare, in modo da porre il celebrante volto verso l'assemblea anziché di spalle secondo le prescrizioni del Concilio Vaticano II.

### La nuova sede

#### Dal 1971 al 1990
Nel 1959 Barletta fu colpita dal tragico evento del crollo di un edificio in via Canosa. Il parroco, don Tobia Mascolo, pur pensando alla possibilità di erigere, in modo da ricordare in maniera simbolica le vittime del crollo, proprio in quel luogo una possibile nuova sede della Sacra Famiglia, divenuta ormai di ridotte dimensioni per il sempre più crescente borgo periferico, preferì abbandonare subito l'intento per via delle lunghe procedure burocratiche che ne avrebbero permesso la concessione. Alcuni anni prima, precisamente nel 1951 e nel 1953, erano stati effettuati dei lasciti testamentari a favore dell'Arcidiocesi di Barletta-Nazaret di un terreno proprio nei pressi di via Canosa, in corrispondenza di Villa Placida. Quello stesso anno, il 1959 fu fatta esplicita richiesta alla diocesi per entrare in possesso di quel terreno e fu così che nel 1965 l'Arcivescovo poté concederlo per la costruzione della nuova parrocchia. Dopo le dovute procedure di acquisizione dei fondi circostanti nel 1981 ebbero inizio i lavori di scavo del centro parrocchiale e dell'auditorium seminterrato, attualmente dedicato a Papa Wojtyla, in cui sarebbero state celebrate le prime funzioni liturgiche. I lavori si conclusero nel 1983 con l'inaugurazione della nuova parrocchia e del medesimo auditorium.
La prima pietra della nuova chiesa fu posata il 6 maggio 1984. Nel 1985 vi fu la consegna delle campane con la successiva benedizione solennizzata dall'esecuzione di un concerto di campane eseguito dal pianista e musicologo Francesco Lotoro, organista della medesima parrocchia. Dal 1986 al 1988 fu eseguita la costruzione di un secondo centro parrocchiale, da utilizzare ad uso didattico e liturgico. Ultimati i lavori, l'8 dicembre 1990, nella solennità dell'Immacolata Concezione, fu celebrata la cerimonia di consacrazione della chiesa alla presenza dell'Arcivescovo monsignore Giuseppe Carata e del parroco don Donato Lionetti, artefice e principale promotore dell'intera opera architettonica.

#### Dal 1991 ad oggi
Con la consacrazione della nuova chiesa della Sacra Famiglia, si conclude la fase di sdoppiamento temporaneo delle funzioni tra la vecchia e la nuova sede avvenuta fino al 1990. Nel 1993 viene sopraelevato di un livello il centro parrocchiale, approfittando delle consistenti fondazioni e dell'altezza del torrino del vano scala, che permetteva l'aggiunta di un ulteriore piano mantenendo ugualmente un cornicione sporgente. In quello stesso anno inoltre si pensò di utilizzare lo spazio del cortile, posto tra gli edifici parrocchiali e quelli residenziali esterni al complesso, per progettare e costruire un auditorium ipogeo, consacrato alla memoria dell'Arcivescovo Addazi, che aveva in precedenza reso possibile la costruzione del complesso ecclesiastico, mediante l'autorizzazione a procede con la donazione alla parrocchia di alcuni terreni in possesso della diocesi, donati tempo prima dal canonico Rizzi ivi residente. In quegli anni è stata affissa una lapide commemorativa in una delle due tribune laterali della chiesa che ricorda la dedicazione del tempio e che recita testualmente:
L'opera si dedica alla memoria dei coniugi Nicola e Immacolata Lionetti, genitori del parroco ed insigni benefattori e a tutti coloro che hanno contribuito alla realizzazione di quest'opera che il parroco Don Donato Lionetti per lunghi anni programmò e portò a compimento nel 35° anno di sacerdozio e 34° di attività pastorale svolta in questa parrocchia.
Progettisti: l'ing. Gabriele Lionetti. l'arch. Franco Martino, l'Ing. Alfonso Laurora.
Costruttori: Edildomus s.p.a. di Santoro e Seccia.»
(A.M.D.G.)
Nel 2000 è stata edificata una grotta nei pressi dell'ingresso principale della chiesa, dedicata alla Madonna di Lourdes. Nel 2008 in onore del primo centenario di istituzione della parrocchia è stato pubblicato un libro scritto dal parroco don Donato Lionetti, a memoria degli eventi che hanno riguardato la chiesa della Sacra Famiglia prima e durante gli anni di sacerdozio. Il 6 settembre 2009 dopo 35 anni di sacerdozio, 34 dei quali nella medesima parrocchia, don Donato Lionetti, oltrepassato di due anni il limite massimo di età concesso per il presbiterato per volere dell'Arcivescovo diocesano Giovanni Battista Pichierri, si congeda divenendo monsignore e parroco emerito. Nello stesso giorno con cerimonia solenne viene compiuta la celebrazione eucaristica di immissione canonica del nuovo parroco, don Giuseppe Tupputi, anch'egli come il suo predecessore, nato a Barletta.
La chiesa originaria della Sacra Famiglia, a fronte delle precarie condizioni strutturali, è stata inserita nell'accordo di programma per il contratto di quartiere comunale, che ne prevede la ristrutturazione.

## Architettura
Il complesso parrocchiale della Sacra Famiglia si estende su una superficie di 4500 m² e comprende la chiesa e la torre campanaria, il centro parrocchiale principale, il centro parrocchiale secondario, propriamente detto centrino, l'auditorium Addazi. Volge il fronte principale sull'asse viario che conduce a Canosa mentre i lati restanti sono adiacenti all'abitato residenziale del borgo, e presentano due ulteriori ingressi secondari posti sul retro del complesso: uno in via De Cesare, con duplice accesso, pedonale alla casa canonica e carrabile all'atrio, l'altro in via Canfora unicamente carrabile. Volendo analizzare morfologicamente e tipologicamente i caratteri del complesso, esso risulta posto in posizione antinodale rispetto al tessuto urbano, nei confronti del quale instaura un rapporto di stretta correlazione dovuto alla vicinanza, e in alcuni casi all'attiguità, dell'aggregato residenziale. È sperimentata in questo caso la nozione di recinto rispetto a cui i limiti territoriali dell'impianto parrocchiale sono stabiliti talvolta dal recinto propriamente detto, talvolta dall'abitato preesistente con il quale stabilisce una relazione diretta. I progettisti dell'opera sono oltre al già citato architetto Franco Martino, gli ingegneri Gabriele Lionetti, Alfonso Laurora e Vincenzo Binetti.

### La chiesa

#### Esterno

##### La facciata
Il fronte principale della chiesa volge il suo affaccio su via Canosa. Il rapporto tra il complesso parrocchiale e la principale direttrice di traffico della zona, nonché asse dal quale ha inizio la SS 93, è mediato da una quinta muraria che funge da schermo visivo rispetto all'abitato retrostante. Il fronte principale risulta bucato in tre punti per lasciare spazio all'accesso principale arcuato a sud-ovest e ad un accesso carrabile a nord-est, anch'esso superiormente delimitato da un arco a tutto sesto, a fianco del quale si apre un ulteriore ingresso di minori dimensioni per i disabili. La facciata, lunga 45 metri, verticalmente si distingue in una fascia orizzontale di colore bianco in cemento armato che corre lungo tutta la sua lunghezza, sopra la quale corre un'inferriata ad elementi verticali intervallati da croci greche dello stesso materiale; le due fasce risultano interrotte solo dai tre accessi e da lievi intercapedini posti in prossimità dei pilastri per darne maggiore risalto. Superiormente la facciata, in questo caso di colore bianco, prosegue in maniera continua dal basso verso l'alto dall'estremità occidentale ai due ingressi secondari ad est, interrompendosi solo per lasciare spazio alla torre campanaria. Lungo l'intera facciata, a circa sei metri d'altezza, corre un'iscrizione bronzea incastonata nel fondo bianco della parete che recita "Le armonie delle campane e dell'organo e la voce esultante dei fedeli cantino in questo sacro tempio la nostalgia di Te o Dio." La porzione muraria che prosegue fino all'estremità orientale, seppur sempre in c.l.s. armato e di colore bianco, è di altezza inferiore rispetto a quella adiacente e da essa lievemente staccata. In cima al velario di ampiezza maggiore è incastrato un mosaico circolare con la rappresentazione della Sacra Famiglia, mentre all'estremità superiore della parete di altezza minore è posta una croce metallica con la base semicircolare scavata nel muro.

##### Il sagrato
L'ingresso principale è arcuato e il superamento di due gradini permette di giungere ad un'area triangolare che offre la possibilità di ruotare l'asse principale della chiesa di 45º. In tal modo l'aula liturgica si dispone con uno dei suoi lati parallelamente al velario, dal quale si scosta determinando un'intercapedine nel quale è posta una rampa d'accesso per disabili che collega l'accesso minore con il sagrato e permette il superamento delle barriere architettoniche. Accedendo invece dall'ingresso principale, oltrepassati i primi due gradini ve ne sono altri quattro prima di giungere al sagrato. Questo funge da punto di avvio verso l'uscita per disabili da una parte, il retro del complesso e l'accesso ai centri parrocchiali dall'altra e centralmente verso il triplice portale d'ingresso che dà accesso ad un ambiente che precede la vera e propria aula liturgica, ponendosi in asse con l'altare. L'entrata all'aula assembleare, è dunque mediata da un ambiente ulteriore che funge da nartece.

#### Interno

##### Il pronao d'ingresso
L'accesso è tripartito da quattro pilastri, che andranno a determinare e sostenere la copertura della chiesa, tra i quali si aprono tre portali di forma rettangolare, con portoni in legno massello di rovere al centro dei quali vi è una croce vetrata. Questo ambiente risulta essere una sorta di pronao d'ingresso ovvero un'area di snodo rispetto alla quale da ambo i lati si dispongono due tribune, in comunicazione con la chiesa attraverso una superficie vetrata. Queste hanno la duplice funzione di accogliere i fedeli sia durante la messa che al di fuori della celebrazione eucaristica per momenti di raccoglimento personale. Dalla galleria posta a destra rispetto all'accesso principale si accede ad uno spazio di distribuzione verticale, in cui mediante una scala a chiocciola è possibile arrivare al piano superiore, che funge al contempo da piano copertura del solo ingresso e degli ambienti laterali, e dal quale si giunge alla cantoria, situata sopra il triplice portale d'ingresso e al campanile.

##### L'aula liturgica

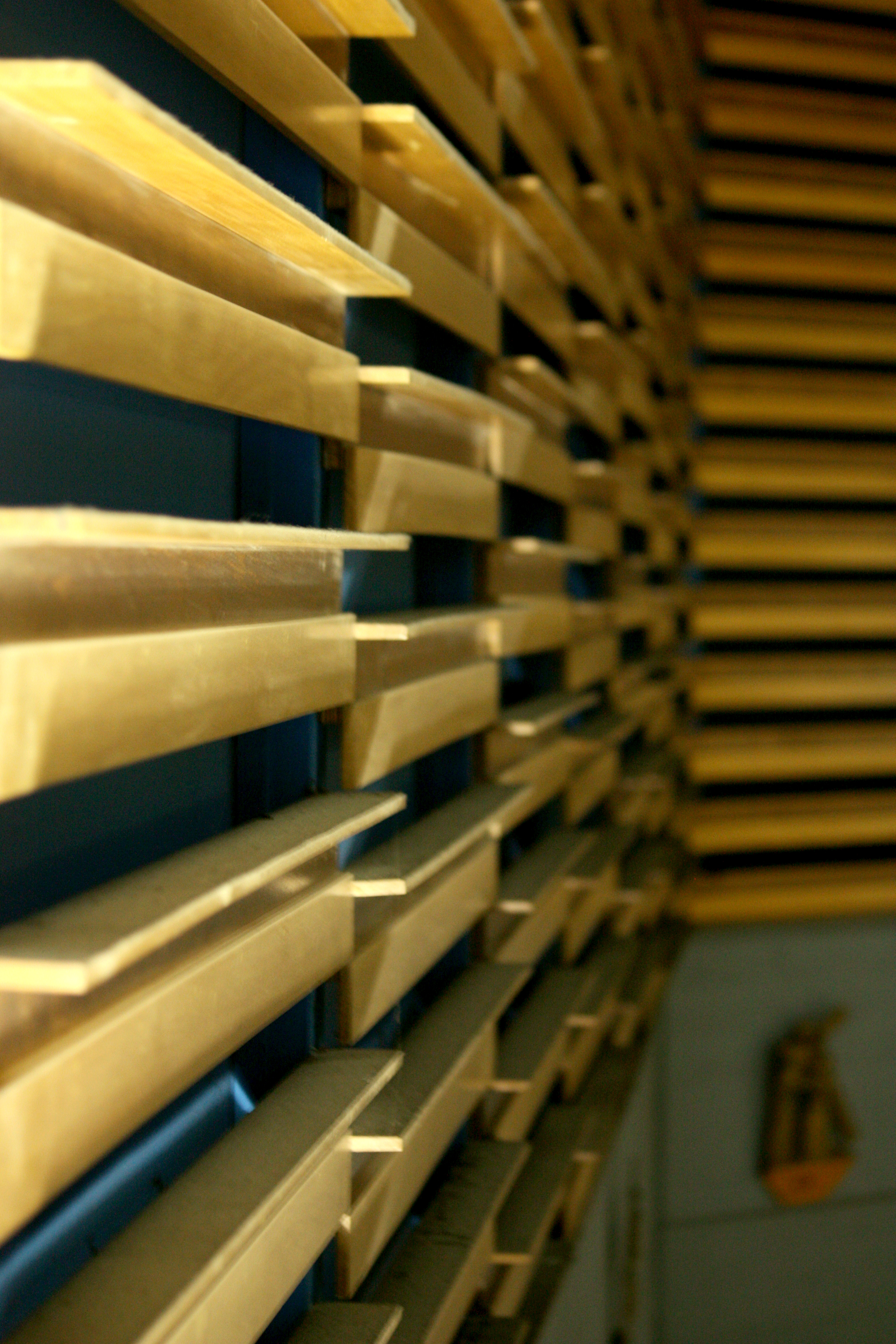
Particolare del dogato ligneo che riveste la parte superiore dell'aula liturgica.

L'aula liturgica risulta essere un quadrato, posto con un lato parallelo all'asse viario per Canosa, con i vertici mozzati in modo da ottenere un ottagono finale esterno avente quattro lati più lunghi e altrettanti lati di minori dimensioni, ottenuti dal tranciamento dei vertici e ortogonali alle diagonali del quadrato generale: i lati lunghi sono a due a due uguali tra loro mentre i lati più corti vedono la presenza di tre lati delle stesse dimensioni, pari all'ampiezza di un portale d'accesso, mentre il quarto di dimensioni maggiori, corrispondente alla luce di tre portali intervallati dai pilastri; un ottagono interno regolare. Il percorso d'ingresso conduce direttamente all'area presbiterale e in particolar modo si pone in asse con l'altare fisso, caratterizzato da un unico blocco in pietra naturale di colore bianco. Perfettamente ortogonale e centrale rispetto al primo percorso si dispone il contro-asse alle estremità del quale vi è un portale d'uscita che conduce rispettivamente all'ingresso per disabili su via Canosa e ad un'area parcheggio interna nella parte inferiore mentre una superficie vetrata istoriata. Altre vetrate simili sono presenti nelle tribune laterali, alle estremità del presbiterio, alle estremità della cantoria. La conformazione interna della chiesa stabilita dai due tracciati perpendicolari, divide l'aula in quattro porzioni distinte in cui sono disposti i banchi in legno massello di rovere. La dimensione dei banchi è massima nel punto più vicino al centro della chiesa; minima nei pressi dell'uscita principale e dell'altare, in modo da mantenere una distanza costante rispetto ai muri dell'aula così da disegnare virtualmente un ulteriore ottagono interno a quello perimetrale. La pavimentazione osserva una lieve pendenza, decrescente a partire dall'ingresso fino al punto centrale della chiesa; l'area restante fino al presbiterio è invece caratterizzata dalla pendenza inversa, sebbene di minore entità. Premesso che l'intera chiesa è stata concepita con il criterio costruttivo del cemento armato a faccia vista in modo da rendere visibile l'orditura delle tavole in legno utilizzate come cassaforma, nell'utilizzo dei materiali per l'interno viene rispettato un ordine in altezza ben preciso, dal basso verso l'alto: lastre di granito fungono da basamento continuo lungo tutto il perimetro della sala, interrompendosi unicamente in corrispondenza dell'area presbiterale; un rivestimento in doghe di legno orizzontali concluse superiormente da una fascia di altezza maggiore per quel che riguarda la metà dell'aula più vicina all'altare, mentre un rivestimento lastricato in granito grigio alternato ad uno di ampiezza minore bianca per la metà dell'aula più lontana; una trave che funge da frontone continuo lungo tutto il perimetro della chiesa in calcestruzzo a faccia vista e separa la parte inferiore da quella superiore, su cui sono affisse le stazioni della via crucis, caratterizzate da una barca in legno e la scena liturgica sovrapposta in rame; una contro-parete staccata dal muro in cemento, ordita in senso orizzontale con listelli in legno disposti alternativamente secondo le due dimensioni minori; una fascia in cemento a conclusione superiore. Affisso alla parete rivestita in dogato ligneo alla destra del presbiterio trova sistemazione il tabernacolo, sormontato da un baldacchino.
Nell'aula assembleare vi sono due dipinti posti rispettivamente sulle due pareti rivestite in dogato di legno: uno consiste nella riproduzione del Cristo di Warner Sallman, l'altro nell'icona della Madonna di Pompei, entrambi di forma ovale.
Volendo compiere una schematizzazione tipologica dell'aula liturgica, di forma ottagonale, questa è caratterizzata da un impianto pseudo-polare, avendo sì un notevole grado di organicità dovuto ai due percorsi principali tra loro perpendicolari tipico degli impianti polari ma poiché l'asse ingresso-altare subordina gerarchicamente il contro-asse, divenendone più importante, è possibile stabilire una definizione di non assoluta polarità.
Il presbiterio
L'orientamento della chiesa con asse principale est-ovest con l'ingresso ad ovest e l'area presbiterale ad est, come da prescrizioni CEI oltre che da un significativo simbolismo che vede l'Oriente come Luce, dunque come Dio, è fedelmente mantenuto tanto nella disposizione dell'aula quanto del presbiterio. Quest'ultimo è sopraelevato mediante un basamento di 10 centimetri, rivestito con lastre di pietra bianca, ed ha la forma geometrica di un trapezio isoscele: quella che idealmente rappresenta la base maggiore del trapezio costituisce il lato d'accesso all'area collegiale; la base minore è dotata centralmente di un triplice seggio presidenziale in legno, sopraelevato di ulteriori 10 centimetri, che costituisce la vera e propria sede del ministro officiante ed eventualmente del diacono e del suddiacono; il seggio presidenziale è delimitato lateralmente da due pilastri in cemento armato a faccia vista; ai loro rispettivi lati una seduta continua corre concludendo la base minore e impegnando due terzi dei lati obliqui, al termine della quale si apre da ambo i lati un passaggio che conduce in sacrestia. I lati uguali del trapezio presbiterale fungono da quinte sceniche, staccandosi dai muri perimetrali dell'aula liturgica e determinando un corridoio scoperto superiormente che porta alla sacrestia. Il prolungamento di questo corridoio verso l'assemblea ha offerto l'occasione progettuale di ideare un ambiente adibito a confessionale, separato e comunicante con esso allo stesso tempo attraverso una porta in legno e direttamente con l'aula, come rimarcato dalla nota pastorale La progettazione di nuove chiese secondo cui è importante la connessione con il luogo in cui si celebri l'eucaristia. Le pareti di fondo del presbiterio sono interamente mosaicate. Sul presbiterio trovano posto gli arredi liturgici fissi, come nella tradizione cattolica post-conciliare, centralmente l'altare, ossia un blocco in pietra bianca, recante una croce greca, anch'essa in pietra, sulla superficie verticale volta verso l'assemblea; l'ambone, posto alla sua destra; il fonte battesimale, ove all'occorrenza viene celebrato il rito sacramentale del battesimo per aspersione nei pressi del quale vi è anche il cero pasquale, incastonato in una base in marmo.
La cantoria
Essa trova sistemazione in corrispondenza dell'ingresso, elevandosi a balconata, alla medesima altezza della trave-frontone ottagonale che perimetra l'intera chiesa e che costituisce la balaustra della stessa cantoria. Vi si accede dalla tribuna posta alla destra del nartece di ingresso, dove è posta una scala a chiocciola in un torrino di servizio che conduce al primo piano copertura. La cantoria costituisce il luogo destinato ai cantori ma anche alla collocazione dell'organo a trasmissione elettrica a registri reali. Questo prevede la presenza di una consolle a due tastiere disposta centralmente, tra i due pilastri d'ingresso, sulla quale vi sono le trombe, mentre le canne sono disposte, oltre che in asse rispetto alle tastiere anche su entrambi i lati, occupando così lo spazio dell'intera tripartizione dell'ingresso alla chiesa sottostante. Nell'area ai lati rispetto alla posizione dell'organista trova posto la schola cantorum.
La copertura
Si tratta di una copertura piana ottagonale, caratterizzata dall'incrocio di due travi alte che scaricano il loro peso sui pilastri posti sui vertici mozzati del quadrato planimetrico. Le travi in copertura corrispondono alla proiezione del percorso principale ingresso-altare e del contro-asse ad esso ortogonale che conduce alle due uscite laterali e determinano un doppio lucernari di 96 metri di luce. Le aree piane non coperte dal lucernario e dalle travi sono il risultato di solai in laterocemento, con orditura ortogonale ai lati dell'ottagono.
La sagrestia
Vi si accede attraverso le due quinte sceniche ricavate su entrambi i lati dell'area presbiterale, protetta da un portone in legno di fattura simile a quelli di ingresso alla chiesa. Oltre ad essere il luogo per la vestizione del presbitero e dei ministranti e della conservazione dei paramenti liturgici questa funge anche da punto d'accesso diretto al centro parrocchiale e alla canonica.

### Il campanile
La torre campanaria, alta circa 28 metri è planimetricamente di forma quadrangolare, sebbene l'esigua dimensione del lato parallelo alla facciata su via Canosa, ne dia l'impressione di una forma triangolare con un vertice mozzato. Questo si erge all'estremità sud-occidentale del complesso parrocchiale, nei pressi del suo ingresso principale. È interamente murato tranne lungo alcune bucature oblunghe costituite da doghe in anticorodal, che permettono di far filtrare la luce all'interno, evitando al contempo l'intrusione di volatili. Alla sommità del campanile svetta una croce della medesima lega di alluminio dei serramenti dogati. All'interno della torre vi sono le campane, dotate di un sistema elettrico di trasmissione che ne permette il movimento. Esso manovra otto campane principali che danno vita ad un concerto in Fa maggiore più due di minori dimensioni grazie all'uso delle quali si ottiene un concerto in tre tonalità. L'aggiunta delle ultime due campane è stata pensata successivamente rispetto alle prime otto, su progetto diretto dal parroco promotore dell'intera opera architettonica, don Donato Lionetti. Il concerto progettato in prima istanza prevedeva precisamente la presenza di:
- Fa 710 kg.[29]
- Sol 510 kg.[29]
- La 370 kg.[29]
- Sib 310 kg.[29]
- Do 210 kg.[29]
- Re 160 kg.[29]
- Mi 105 kg.[29]
- Fa 88 kg.[29]

In seguito sono state aggiunte:
- Mib 125 kg.[28]
- Sol 60 kg.[28]

### Il centro parrocchiale
Risulta collegato direttamente con la chiesa mediante la sagrestia. Questo è caratterizzato da una superficie pressoché quadrata con lo spazio di distribuzione verticale posto su un vertice e orientato lungo una delle due diagonali. Inizialmente dotato di quattro livelli, di cui uno seminterrato, con la sopraelevazione del 1993 sono stati raggiunti i cinque livelli complessivi. L'ingresso alla palazzina è sita su via De Cesare, una strada senza uscita al termine della quale vi è l'accesso carrabile al piazzale giochi e lateralmente quello pedonale all'edificio. Il piano seminterrato è caratterizzato dalla presenza di un auditorium dedicato a Papa Wojtyla, che nei primi anni di costruzione dell'edificio di culto ha visto la celebrazione della funzione liturgica. L'illuminazione naturale e la ventilazione sono garantite grazie ad una serie di finestre di 70 cm. di altezza. Vi è poi il piano comunicante con la sagrestia in cui vi sono gli uffici dei parroci, la segreteria, l'archivio, le aule per le attività pastorali e didattiche e una cappella feriale dedicata alla Madonna della Fiducia. Ai piani superiori vi è invece la canonica, le aule per il catechismo e un ultimo livello con ulteriori aule e una sala auditorium dedicata al fondatore e promotore dell'intero complesso ecclesiastico Don Donato. L'edificio è collegato all'auditorium Addazi del tutto ipogeo mediante un passaggio ricavato al piano seminterrato ed è dotato di un ascensore che permette di accedere dall'esterno ai vari livelli.
Vi è poi un ulteriore edificio adibito ad attività pastorali. Questo è adiacante su due lati con altrettante abitazioni residenziali, mentre volge gli altri due all'interno del cortile parrocchiale. È dotato di quattro livelli, di cui uno seminterrato e uno con un lato arretrato rispetto alla facciata principale per far posto ad una balconata: tranne che per l'ultimo piano, di dimensioni minori e rettangolare, si tratta di tre monolocali quadrati di sette metri di lato, sovrapposti, serviti da un vano scala con relativi servizi igienici. Il piano seminterrato è aerato ed illuminato mediante una serie di finestre di ottanta centimetri di altezza mentre i due piani superiori da ampie superfici finestrate, l'ultimo piano risulta invece una sorta di attico, con accesso al balcone. Il centrino è adibito sia a funzioni didattiche, che liturgiche, con aule provviste di ambone, scanno presidenziale e crocifisso.

### L'Auditorium Addazi
L'auditorium è una sala ipogea di dimensioni pari a 23 per 17 metri. Si tratta di una struttura intelaiata in cemento armato, caratterizzata da sette pilastri, distanti tra loro di passo costante, posti alle estremità laterali restremati in modo da avere una sezione minore all'estremità inferiore e una maggiore all'estremità superiore. I pilastri sono collegati da travi intradossate alte un metro, visibili sotto il solaio e al contempo da altrettante travi delle medesime caratteristiche poste sotto il pavimento, a formare una serie di anelli intelaiati L'auditorium è adibito sia a sala conferenze, che per rappresentazioni teatrali interne alla parrocchia, ma soprattutto ad uso espressamente liturgico. La sala vede infatti la presenza del seggio presidenziale sopraelevato, sulla parete retrostante vi è un'iconostasi e un fonte battesimale per immersione scavato nel terreno, di forma ottagonale con le scale disposte a formare una croce greca. L'accesso avviene sia dal cortile, sia dal centro parrocchiale con un sistema di scale ma anche grazie ad un ascensore posto nel cortile medesimo, che permette il superamento delle barriere architettoniche. La dedica dell'auditorium è all'arcivescovo Monsignor Addazi, che a suo tempo ha concesso l'autorizzazione alla donazione del terreno su cui oggi insiste il complesso parrocchiale.

## Analisi artistica

### I mosaici
I mosaici del complesso parrocchiale sono presenti tanto all'esterno quanto all'interno della chiesa. Mosaicati sono infatti gli archi a tutto sesto dei due ingressi principali caratterizzati da molteplici variazioni tonali di giallo. Sulla sommità della facciata vi è un rosone, di diametro pari a due metri, costituito da tessere che ritraggono l'icona della Sacra Famiglia.
All'interno dell'aula liturgica è notevolmente presente il tema del mosaico: la parete di fondo del presbiterio è interamente mosaicata con tessere, il cui colore richiama fortemente quello degli archi e dell'immagine all'esterno. In particolar modo la facciata tripartita dell'area presbiterale si articola nel seguente modo: risulta divisa in una composizione di sei quadrilateri, tre inferiori e tre superiori, divisi verticalmente dalla trave in cemento armato; orizzontalmente sono invece separati dai due pilastri, che isolano in tal modo la porzione centrale, diversificandola da quelle laterali per la caratterizzazione del mosaico stesso. Le superfici laterali poste in basso rigirano, con la stessa trama, sulle quinte sceniche che, aprendosi al passaggio, permettono di giungere alla retrostante sagrestia. Le quattro pareti laterali sono state progettate secondo una disposizione delle diverse tonalità di colore delle tessere che restituisce un'orditura orizzontale di fasci che variano dal bianco al dorato e dall'ocra al marrone, passando per quelle intermedie. La superficie centrale inferiore ripropone il tema della croce greca, esaltato più volte nell'intero complesso parrocchiale, questa volta ergendosi simbolicamente alle spalle del ministro officiante.
La superficie centrale superiore invece presenta una pala con l'icona della Sacra Famiglia in stile bizantino, compresa dunque tra i pilastri distanti tra loro di due metri, che tende a staccarsi dal fondo dorato, con San Giuseppe, la Madonna e Gesù, non ancora adulto. Ai lati dell'icona della Sacra Famiglia trovano luogo altri due mosaici, sempre in stile bizantino, di due angeli, rivolti simbolicamente verso la Sacra Famiglia.

### Le vetrate
Le vetrate presenti nell'aula liturgica sono in tutto otto, due delle quali parzialmente apribili: ve ne sono due verticali e scomposte in una vetrata angolare, due quadrate poste sulle uscite laterali, due orizzontali nelle tribune laterali per i fedeli, due verticali in prossimità della cantoria. Rappresentano rispettivamente:
- Il Sacramento del Battesimo e quello della Riconciliazione;
- la legge dell'amore data da Dio agli uomini, nel Vecchio e nel Nuovo Testamento;
- la Liturgia della Parola e la Liturgia Eucaristica;
- San Pietro e San Paolo.

### Le iscrizioni
Sulla fronte esterno principale della chiesa, incastonata nel muro in calcestruzzo, mediante un processo costruttivo per cui le lettere siano state inchiodate alla cassaforma prima del getto di cemento, vi è un'iscrizione in bronzo alta 25 cm. che recita:
(Novalis, Die Philologischen Wissenschaften)
Questa frase ha origine nel Romanticismo tedesco e presenta un forte rimando alla musica divina e al rapporto di tensione e nostalgia che pone l'uomo alla continua ricerca di Dio.
All'interno dell'aula liturgica, precisamente sulla trave ottagonale che perimetra la chiesa in corrispondenza del presbiterio vi è la seconda iscrizione, tratta dal Salmo 62 che recita:
(Salmi, Salmo 62)
Come l'iscrizione posta all'esterno della chiesa, anche questa frase vuole esprimere l'indispensabile bisogno del credente di cercare Dio ma in questo caso come bisogno vitale quotidiano arida senz'acqua come l'anima in seguito al peccato originale.

### Il simbolismo
Numerose sono le tematiche simboliche ricorrenti nell'intero complesso parrocchiale ed in particolare nell'edificio di culto. Più precisamente:
- l'ottagono e il numero 8: nella simbologia cristiana l'8 rappresenta la trasfigurazione e il Nuovo Testamento. L'ottavo giorno annuncia l'eternità, la resurrezione di Cristo e quella dell'uomo.
- la croce greca, caratterizzata dall'uguaglianza dimensionale dei due bracci, presente: nella costituzione stessa della copertura dell'edificio di culto che mediante l'intersezione di quattro travi compone un lucernario di 96 metri di lunghezza; nella forma delle croci che intervallano le stazioni della via crucis affisse tutt'intorno alla chiesa lungo la trave ottagonale; sull'altare, una croce costituita da listelli in pietra rivolta verso i fedeli; sulla superficie fondale del presbiterio, mosaicata ed emergente dalle tessere che ne realizzano lo sfondo;
- il concetto di "tensione" tra Dio e l'uomo espresso nelle iscrizioni e manifestato nel richiamo costante tra l'armonia della musica sprigionata dall'organo posto all'interno della chiesa e l'iscrizione che invece è all'esterno. Inoltre il termine tensione, nel senso etimologico di tendere, tradotto dal tedesco è stato sintetizzato nel significato del termine nostalgia, che rappresenta al meglio il sentimento che spinge l'uomo alla ricerca di Dio. La medesima tensione si avverte nell'iscrizione posta all'interno della chiesa in cui il Salmo 62 paragona l'uomo ad una terra arida senz'acqua e pertanto bisognoso naturalmente della presenza divina.

## La parrocchia
La parrocchia della Sacra Famiglia accoglie settemila persone residenti nel quartiere Borgovilla a Barletta, ponendosi secondo le stime dell'Arcidiocesi di Trani-Barletta-Bisceglie e Nazaret (Archidioecesis Tranensis-Barolensis-Vigiliensis-Nazarensis in latino) al secondo posto per numero di abitanti serviti, dopo la chiesa del Cuore Immacolato che invece è popolata da 12.600 residenti. Il complesso parrocchiale si estende nella periferia cittadina su di un lotto pressoché rettangolare, attestandosi principalmente su una direttrice di traffico urbano principale, nonché asse che conduce a Canosa di Puglia, nei pressi di Villa Bonelli. Presenta al suo interno tre differenti cammini ecclesiastici: l'Azione Cattolica, il Cammino Neocatecumenale e il Rinnovamento nello Spirito. In passato ha ospitato anche il gruppo Infuocati per Dio.
La festa della Sacra Famiglia di Nazaret si celebra nella domenica che intercorre tra il Natale ed il Capodanno.

### La Confraternita della Sacra Famiglia
La secolare storia della Confraternita della Sacra Famiglia nasce nel 1910 in concomitanza della realizzazione dell'antica chiesa, elevata a parrocchia con le altre due sole chiese parrocchiali cittadine di Santa Maria Maggiore e di San Giacomo Maggiore. I colori ordinari degli abiti indossati sono il rosso per la mozzetta bordata con un ricamo dorato, il bianco per il camice con bottoni e cingolo di colore celeste, a cui si aggiunge il medaglione con l'icona della Sacra Famiglia scolpita il altorilievo.